# Bakugan Battle Planet
Bakugan Battle Planet (爆丸バトルプラネット?, Bakugan Batoru Puranetto) è una serie televisiva anime prodotta da TMS Entertainment, Nelvana Enterprises, Man of Action Studios e Spin Master Entertainment sotto la regia di Kazuya Ichikawa. Rispetto alle serie precedenti di Bakugan questa è un reboot con nuovi personaggi ed una trama diversa rispetto all'originale. Trasmessa per la prima volta negli Stati Uniti dal 23 dicembre 2018 su Cartoon Network, la serie è poi approdata sulla rete nipponica TV Tokyo il 1º aprile 2019.
In Italia è stata trasmessa, per i primi 26 episodi, su Cartoon Network dall'11 maggio 2019 mentre in chiaro va in onda su Boing dall'8 luglio dello stesso anno. Dal 21 settembre 2020 la serie è stata trasmessa in prima visione assoluta sul canale K2 dall'episodio 27 mentre è stata pubblicata interamente su Netflix il 7 ottobre 2020.
Una seconda stagione intitolata Bakugan: Armored Alliance (爆丸アーマードアライアンス?, Bakugan Āmādo Araiansu), è stata trasmessa in Canada dal 16 febbraio 2020 al 3 gennaio 2021 su Teletoon, negli Stati Uniti dal 1º marzo 2020 su Cartoon Network mentre in Giappone è stata distribuita dal 3 aprile al 26 marzo 2021 esclusivamente online.
Una terza stagione intitolata Bakugan: Geogan Rising (爆丸ジオガンライジング?, Bakugan Jiogan Raijingu) è stata trasmessa in Canada dal 24 gennaio al 6 luglio 2021 e in Giappone dal 2 aprile 2021 al 18 marzo 2022. 
Una quarta stagione dal titolo Bakugan: Evolutions (爆丸エボリューションズ?, Bakugan Eboryūshonzu) è stata trasmessa in Canada dal 6 febbraio al 1º settembre 2022 mentre in Giappone dal 1º aprile dello stesso anno. 
Una quinta stagione dal titolo Bakugan: Legends (爆丸レジェンズ?, Bakugan Rejenzu) è stata trasmessa in Canada il 1º marzo 2023 mentre in Giappone dal 31 marzo al 23 giugno dello stesso anno.

## Trama
I Fantastici sono un gruppo di ragazzini a cui piace pubblicare su Internet le loro imprese. Un giorno scoprono i Bakugan e decidono di condividere con il mondo intero questa scoperta, tuttavia questo li porterà ad incontrare alleati e nemici.

## Personaggi
Dan Kouzo (ダン・クーソー?, Dan Kūsō)
Doppiato da: Rie Takahashi (ed. giapponese), Simone Lupinacci (ed. italiana)
Personaggio principale della serie.
Wynton Styles (ウィントン・スタイルズ?, Uinton Sutairuzu)
Doppiato da: Jun Fukushima (ed. giapponese), Stefano Pozzi (ed. italiana)
Migliore amico di Dan.
Lia Venegas (リア・ヴェネガス?, Ria Venegasu)
Doppiata da: Chinatsu Akasaki (ed. giapponese), Gea Riva (ed. italiana)
Si occupa delle riprese video.
Shun Kazami (シュン・カザミ?, Kazami Shun)
Doppiato da: Yumi Uchiyama (ed. giapponese), Mattia Bressan (ed. italiana)
Si aggiunge alla squadra dopo pochi episodi.
Lampo (ライトニング?, Raitoningu)
Doppiato da: Aki Kanada (ed. giapponese)
Mascotte della squadra è un cane intelligente e può controllare un Bakugan.
Benton Dusk (ライトニング?, Raitoningu)
Doppiato da: ? (ed. giapponese) Massimo Bitossi (ed. italiana)
Alleato dei Fantastici. Verso la fine della serie verrà posseduto da Tiko, il quale renderà Benton malvagio.
Magnus Black (マグナス・ブラック?, Magunasu Burakku)
Doppiato da: Shôhei Kajikawa (ed. giapponese), Marco Benedetti (ed. italiana)
Rivale numero uno di Dan.
China Riot (チャイナライオット?, Chaina Raiotto)
Doppiata da: Mei Shibata (ed. giapponese), ? (ed. italiana)
Una bambina ricca e sleale sempre pronta ad usare qualsiasi mezzo pur di avere quello che vuole.
Tiko (ティコ?)
Doppiato da: Shinya Hamazoe (ed. giapponese), ? (ed. italiana)
Un mostruoso Bakugan che vuole distruggere il mondo intero con il V virus, la sua arma più potente. Prenderà il controllo del corpo di Benton Dusk verso la fine della serie. È il vero antagonista del cartone animato.

## Sigle

### Bakugan Battle Planet
Sigle giapponesi
- Jounetsu Jamboree (情熱ジャンボリー?, Jōnetsu Janborī) cantata dai HiHi Jets (apertura)
- Be my story cantata dai HiHi Jets (chiusura)

Nell'edizione italiana, a differenza delle precedenti, è stata impiegata la sigla americana.

### Bakugan Armored Alliance
Sigle giapponesi
- Planet Hero cantata da Rie Takahashi e Shunsuke Takeuchi (apertura)
- Go! Bakugan Blow! cantata da Shunsuke Takeuchi (chiusura)

### Bakugan Geogan Rising
Sigle giapponesi
- Planet Hero cantata da Rie Takahashi e Shunsuke Takeuchi (apertura)
- Never End cantata da Serena Kôzuki (chiusura)